# Propagation anormale

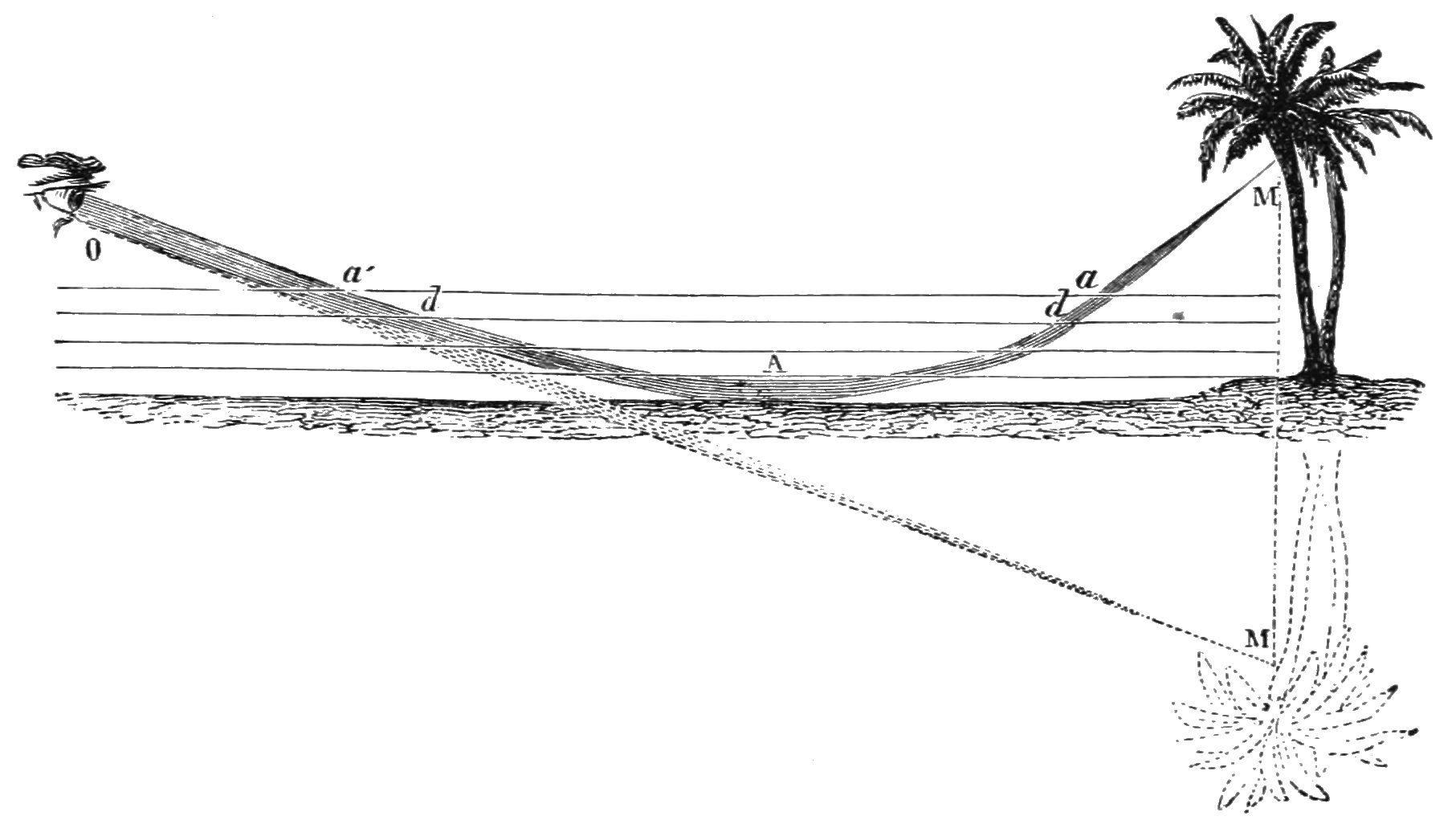
Schéma de principe d'un mirage inférieur.

La propagation anormale est la transmission des ondes électromagnétiques dans l'atmosphère terrestre quand l'énergie est réfractée selon une trajectoire autre que celle normale par des discontinuités de densité à un ou plusieurs niveaux de l'atmosphère terrestre. Elle résulte d'une distribution verticale inhabituelle de la température et de l'humidité. Elle est la cause des mirages, de problèmes de télécommunications et de faux échos sur les radars.

## Principe
| Température | Indice      |
| ----------- | ----------- |
| −20 °C      | 1,00031489  |
| −10 °C      | 1,000302844 |
| 0 °C        | 1,000291647 |
| 10 °C       | 1,000281196 |
| 20 °C       | 1,000271373 |

L'indice de réfraction (n) dans le vide est 1 mais dans de l'air il n'est pas une constante : il évolue notamment avec la température (T) et la pression atmosphérique (p), ainsi que la pression de vapeur d'eau (e) et plus généralement la composition de l'air. Les couches d'air froid par exemple sont plus denses et de ce fait leur indice est plus fort car l'indice évolue proportionnellement à la pression et inversement proportionnellement à la température. La superposition de couches d'air de plus en plus chaudes ou froides crée un gradient de température et de pression et donc d'indice pour l'air varie. 
L'indice de réfraction avec les données de radiosondage de T, p et e peut-être généralement calculée avec la formule : 
{\displaystyle n=1+77,6{\frac {p}{T}}+3,73\times 10^{5}{\frac {e}{T^{2}}}}.

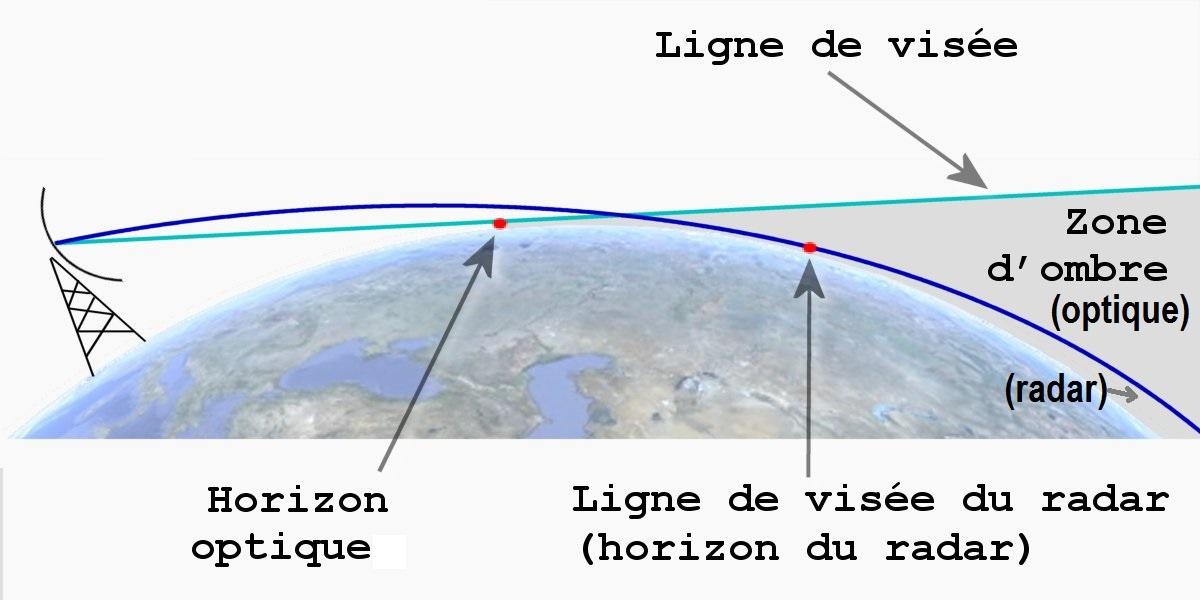
La ligne verte correspond à la propagation dans le vide alors que la ligne noire correspond à la propagation normale d'un faisceau radar.

La loi de Descartes montre comment la variation de l'indice courbe une onde électromagnétique : {\displaystyle n_{1}\sin {(i)}=n_{2}\sin {(r)}} où :
- n1 est l'indice du milieu d'où provient le rayon
- n2 est l'indice du milieu dans lequel le rayon est réfracté
- i est l'angle d'incidence du rayon, c'est-à-dire l'angle que forme le rayon avec la normale à la surface. Ici, on peut assimiler la normale à la direction du gradient.
- r est l'angle de réfraction du rayon, c'est-à-dire l'angle que forme le rayon réfracté avec la direction du gradient.

Dans son état normal et « stable » une colonne d'air dans l'atmosphère standard, l'indice varie ainsi avec un gradient de température d'environ −1 × 10−2 °C m−1 ; le gradient est négatif car la température a tendance à diminuer avec l'altitude. Ce gradient d'indice de l'atmosphère provoque des phénomènes dit de réfraction atmosphérique faisant que des objets situés légèrement sous la ligne d'horizon sont visibles. 
Une approche générale du phénomène demande que l'on considère la propagation d'un rayon lumineux dans un milieu inhomogène, dont l'indice varie comme une fonction continue des coordonnées du milieu {\displaystyle n({\vec {r}})}. La fonction est continue car les changements de température ou de pression, même brusques, sont soumis aux phénomènes de conduction, convection, et sont donc d'un ordre de grandeur largement supérieur à la longueur d'onde de la lumière. Dans ces conditions l'eikonal de l'onde suit la loi suivante : {\displaystyle S({\vec {r}})=constante}.
Soit l'abscisse curviligne {\displaystyle s}, le rayon lumineux est donc décrit par {\displaystyle {\vec {r}}(s)}. Par définition, {\displaystyle {\vec {u}}} est tangent au rayon :
{\displaystyle {\dfrac {d{\vec {r}}}{ds}}={\vec {u}}={\dfrac {{\vec {\nabla }}S}{n}}}
On en déduit l'équation générale d'un rayon lumineux dans un milieu d'indice {\displaystyle n({\vec {r}})} :
{\displaystyle {\dfrac {d}{ds}}\left(n{\dfrac {d{\vec {r}}}{ds}}\right)={\vec {\nabla }}n}
Équation qu'il est possible d'utiliser pour tout type de gradient d'indice, comme pour les lentilles à gradient d'indice. Le problème est simplifiable dans certains cas particuliers comme en présence d'un gradient constant, le long d'un seul axe, etc. Ainsi quelques solutions peuvent être trouvées analytiquement mais la plupart des solutions de cette équation, surtout dans le cas d'un milieu inhomogène et variant de manière complexe en x, y, et/ou z amènent à des résolutions fastidieuses et numériques.

## Types
Pour que la propagation anormale ait lieu, il faut donc un gradient bien supérieur à celui normal, de plusieurs degrés par mètre. Ainsi, lorsque le gradient d'indice est suffisamment fort, le rayon lumineux va traverser de multiples couches d'air et être réfracté de multiples fois, décrivant une trajectoire courbe, jusqu'à réflexion totale du rayon. 

### Suréfraction

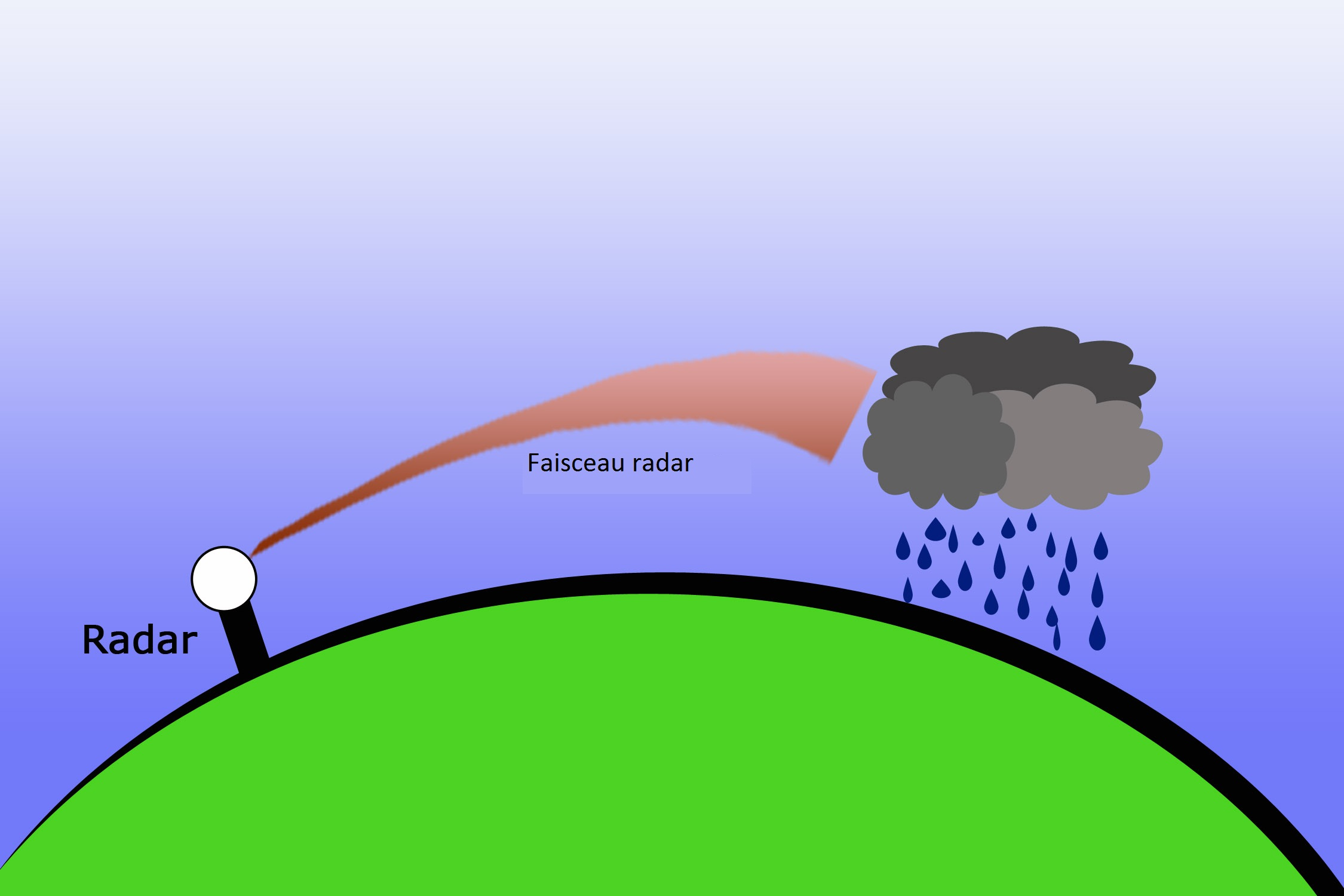
Suréfraction d'un faisceau radar qui peut noter des précipitations sous l'horizon.

Il arrive souvent que des inversions de températures se produisent à bas niveau par refroidissement nocturne sous un ciel clair, ou en altitude par subsidence. Également, l'humidité peut être capturée près du sol et diminuer rapidement avec l'altitude dans une goutte froide sous un orage, en situation du passage d'air chaud sur de l'eau froide, ou dans une inversion de température. 
Ces différents cas changent la stratification de l'air. L'indice de réfraction diminue alors plus rapidement que la normale dans la couche en inversion de température ou d'humidité ce qui fait recourber le faisceau vers le bas,. Tous les cas suréfraction augmentent donc la portée utile pour les angles au-dessus de l'horizon géométrique ce qui peut augmenter ou non l'horizon lui-même.
Si les conditions atmosphériques et l'épaisseur de la couche en suréfraction sont optimales, le faisceau peut même devenir emprisonnée dans la couche comme dans un guide d'ondes et subir plusieurs réflexions interne dans la couche. C'est ce qui s'appelle propagation troposphérique guidée ou propagation par conduit.

### Infraréfraction

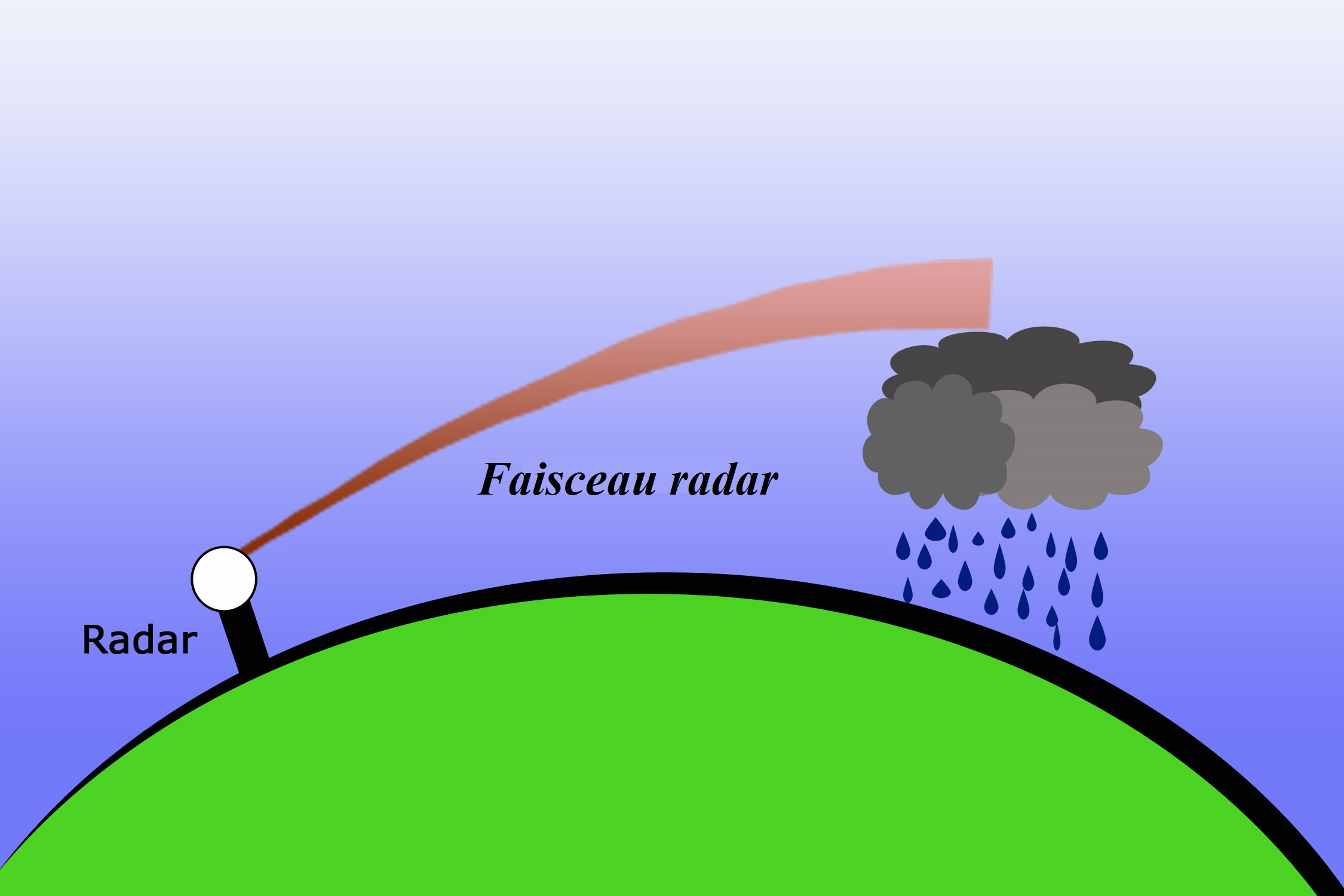
Infraréfraction d'un faisceau radar qui passe au-dessus des précipitations

Si la température de l'air diminue plus rapidement que dans l'atmosphère standard, comme dans une situation d'air instable (convection), l'effet inverse se produit. Le faisceau est alors plus haut que l'on pense. Cette situation diminue la portée utile pour les angles au-dessus de l'horizon géométrique, car ils s'élèvent trop rapidement vers l'espace. Ceci peut théoriquement diminuer l'horizon si des angles négatifs ne sont pas disponibles.

## Domaines d'application

### Spectre visible

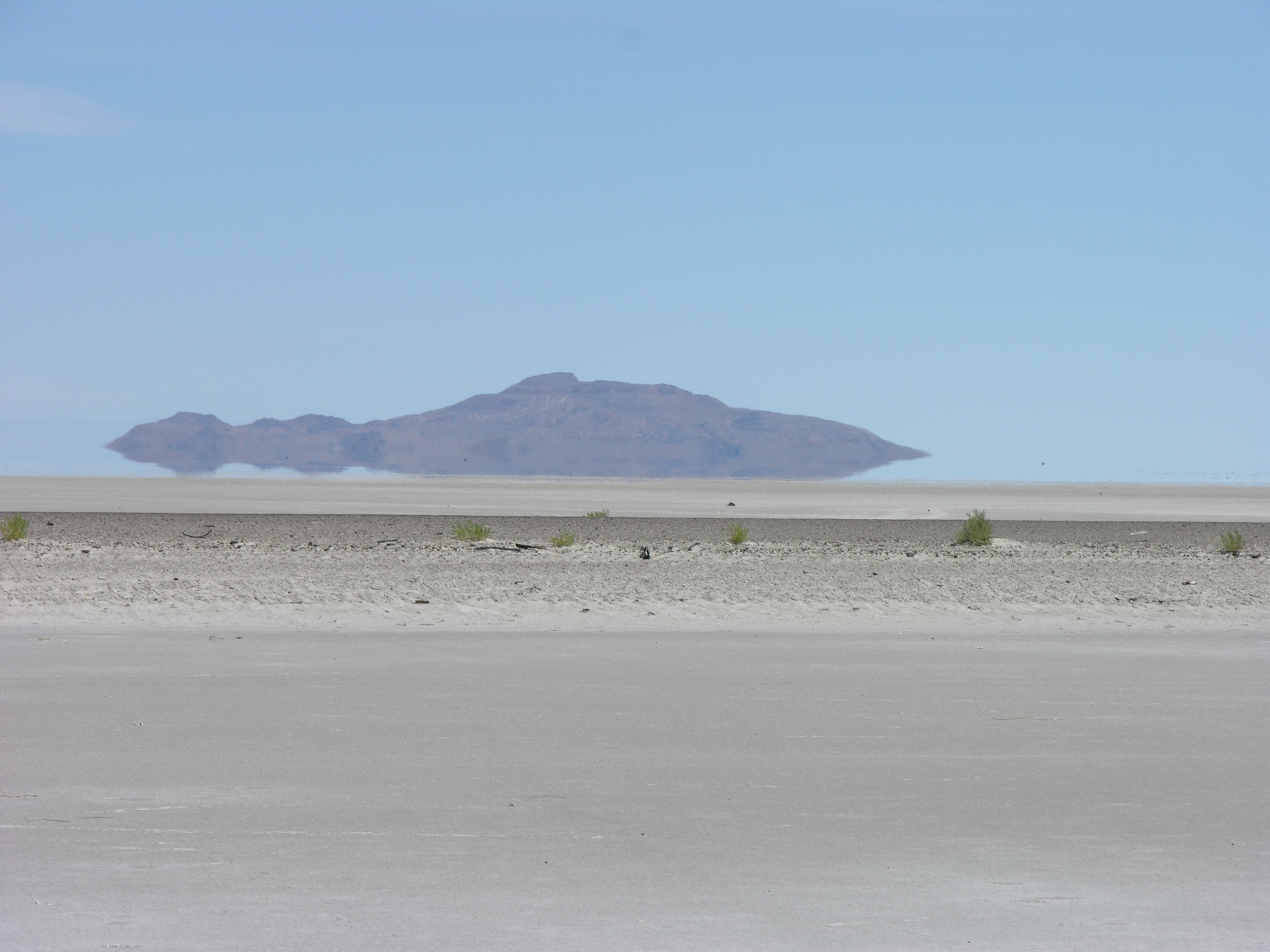
Mirage chaud sur le Grand Lac Salé, Utah, États-Unis

Le mirage est l'exemple le plus connu de propagation anormale dans la lumière visible. La déviation des rayons de lumière visibles donne l'impression que l'objet que l'on regarde est à un endroit autre que son réel emplacement, et peut déformer l'image observée. Ce n'est en rien une illusion d'optique qui est une déformation d'une image due à une interprétation erronée du cerveau. Un mirage n'est pas non plus une hallucination puisqu'il est possible de les photographier (l'image est donc réelle). D'après Minnaert, pour qu'un mirage ait lieu et ne soit pas une simple déformation de l'objet (comme un allongement ou une contraction sans effet d'inversion de l'image par exemple), il faut un gradient de température d'au moins 2 °C m−1, voire 4 ou 5 °C m−1.
Dans le cas d'un mirage supérieur ou froid, les indices les plus forts sont à des altitudes plus faibles, de ce fait les rayons vont décrire une trajectoire ascendante et concave (par rapport à l'axe des altitudes) jusqu'à réflexion totale, où le rayon va s'incliner vers le sol. L'inverse se produit dans le cas d'un mirage inférieur dit chaud, les indices les plus forts sont à des altitudes plus grandes, de ce fait les rayons vont décrire une trajectoire descendante et convexe (par rapport à l'axe des altitudes).

### Ondes radio
Les ondes radio sont aussi influencées par la propagation anormale. Celle-ci peut être un facteur limitatif de leur propagation dans le cas de suréfraction mais peut en allonger la portée du signal en infraréfraction, particulièrement en conjonction avec une réflexion sur l'ionosphère.

### Radar
Les ondes radars suivant une trajectoire non standard, les échos retournés pourront être incorrectement placés. De plus, le faisceau pourra manquer certain échos normalement visible parce qu'il passera sous ou au-dessus de ceux-ci, selon le type d'anomalie. Finalement, de faux échos provenant de réflexions par le sol seront visibles à l'écran en cas de surréfraction, formant souvent des cercles concentriques quand l'effet transforme l’atmosphère en guide d'ondes. 
La propagation anormale donne des résultats différents des échos parasites de sol ou de mer, des cibles biologiques comme les oiseaux et les insectes, des paillettes de contre-mesure et des phénomènes météorologiques sans précipitations. En effet, les échos de propagation anormale sont d'intensité et de position qui varient en même temps que la stratification de température, pression et humidité de l'atmosphère, alors que les autres sont soit stables (échos de mer et de terre), soit variables en position mais pas en intensité ou vice-versa (ex. échos biologiques). 
Les effets de la propagation anormale sont plus fréquents par nuit claire et disparaissent généralement le matin. Cependant, dans les zones côtières froides avec une inversion de température persistante ou dans une situation d'air très instable, le phénomène peut se produire et persister à toute heure.